# Prosser Automobile Company
Prosser Automobile Company war ein britischer Hersteller von Automobilen.

## Unternehmensgeschichte
Das Unternehmen aus Birmingham begann 1922 mit der Produktion von Automobilen. Der Markenname lautete Prosser. Im gleichen Jahr endete die Produktion.

## Fahrzeuge
Das einzige Modell 10,5 HP war ein Kleinwagen. Ein Vierzylindermotor von Coventry-Simplex war vorne im Fahrzeug montiert und trieb über eine Kardanwelle die Hinterachse an. Das Dreiganggetriebe kam von Wrigley. Zur Wahl standen zwei- und viersitzige Tourenwagen.